# Кюнсихара
Кюнсихара — река в Мурманской области России. Протекает по территории Кандалакшского района. Левый приток Тунтсайоки.
Длина реки составляет 13 км.
Берёт начало в урочище Кюнситунтури на высоте 260 м над уровнем моря. Протекает по лесной, местаме болотистой местности. Впадает в Тунтсайоки слева в 60 км от устья, близ урочища Нискасуванто. Населённых пунктов на реке нет.

## Данные водного реестра
По данным государственного водного реестра России относится к Баренцево-Беломорскому бассейновому округу, водохозяйственный участок реки — Ковда от Кумского гидроузла до Иовского гидроузла. Речной бассейн реки — бассейны рек Кольского полуострова и Карелии.
Код объекта в государственном водном реестре — 02020000512102000001037.